# 上田昌雄
上田 昌雄（うえだ まさお、1897年（明治30年）12月6日 - 1993年（平成5年）8月31日）は、日本の陸軍軍人。最終階級は陸軍少将。

## 経歴
徳島県出身。裁判官書記・上田慶蔵の息子として生まれる。大阪陸軍地方幼年学校、陸軍中央幼年学校を経て、1919年（大正8年）5月、陸軍士官学校（31期）を卒業。同年12月、歩兵少尉に任官し歩兵第62連隊付となる。1920年（大正9年）7月から1921年（大正10年）11月までシベリア出兵に出征した。1927年（昭和2年）12月、陸軍大学校（39期）を卒業し歩兵第44連隊中隊長に就任した。
1928年（昭和3年）12月、参謀本部付勤務となる。以後、参謀本部員、満州里特務機関長、参謀本部員、参謀本部付（イラン駐在）、関東軍参謀、ポーランド公使館付武官などを経て、1940年（昭和15年）3月、歩兵大佐に昇進し陸軍省兵務局付（後方勤務要員養成所所長を経て陸軍中野学校幹事）となる。1941年（昭和16年）10月、兵務局防衛課長に転じ、1944年（昭和19年）3月、陸軍少将に昇進。兵務局付（調査部長）を経て、1945年（昭和20年）7月、大本営陸軍報道部長に就任し終戦を迎えた。同年11月、予備役に編入された。
1947年（昭和22年）11月28日、公職追放仮指定を受けた。